# The Angel and the Dark River
The Angel And The Dark River est le troisième album studio du groupe de doom metal/metal gothique britannique My Dying Bride, sorti en 1995.

## Liste des titres
1. The Cry Of Mankind - 12:13
2. From Darkest Skies - 7:47
3. Black Voyage - 9:46
4. A Sea To Suffer In - 6:30
5. Two Winters Only - 9:00
6. You Shameful Heaven - 7:00
7. The Sexuality Of Bearevement - 8:04
8. The Forever People - 4:22